# Horde (banda)
Horde (en castellano, "horda" o "multitud") es el proyecto del baterista Jayson Sherlock después de Mortification y antes de Paramaecium. 

## Historia
Sherlock grabó un álbum, Hellig Usvart ('Santo No Negro') bajo el seudónimo "Anonymous" (un posible juego de palabras en "Euronymous", guitarrista de Mayhem); y fue publicado por Nuclear Blast en 1994, seguido de una nueva publicación posterior por Rowe Productions. El título "Hellig Usvart" es noruego, un hecho que condujo muchos a creer, mientras Sherlock era todavía anónimo, que Horde se originó en Noruega, un hecho sostenido por la calidad de producción pobre en el álbum, pensado ser una marca registrada del black metal noruego.
Después de la publicación inicial de Hellig Usvart, una campaña publicitaria fue lanzada en todas partes de la comunidad de black metal, que gira alrededor de Sherlock siendo acreditado como "Anonymous". Se hicieron amenazas de muerte fracasadas a Mark Staiger de Nuclear Blast para revelar la identidad del músico anónimo que había creado el álbum, aunque la identidad del músico fuera revelada más tarde como Jayson Sherlock. Horde como una entidad también recibió amenazas de muerte por crear una versión cristiana del black metal. Desde la publicación original en 1994, 4000 copias del álbum fueron impresas. En 1999, Rowe Productions compró todas las copias restantes y las distribuyó por todo el mundo. El álbum ha sido desde entonces publicado de nuevo por este sello discográfico con una pista adicional titulada: "My Heart Doth Beseech Thee (O Master)" ('Mi Corazón Te Suplica, O Maestro').
Hellig Usvart fue pionero del género previamente no oído de "black metal cristiano" (a veces referido como "holy unblack metal"); desde su publicación grupos como Dark Endless (también un grupo de unblack metal con un miembro anónimo), Crimson Moonlight y Antestor han emergido como proponentes de black metal cristiano. El álbum es tan satírico de la escena de black metal satánico que altera frases comunes en el black metal en un ideal cristiano. El mensaje del álbum es generalmente la destrucción y rechazo de Satanás, en favor de Dios. Hay también alabanza de Dios directa e indirecta a través de la grabación. La música de Horde es por mayoría un estilo de unblack metal simple, oscura y de conducción muy rápida con alaridos en tono alto o gruñidos. Algunas canciones como "Invert the Inverted Cross" ('Invierte la Cruz Invertida') utilizan trabajo de tambores de doble-bajo para conducir la canción. Los teclados salpican a través del álbum también y aparecen en pistas como "Release and Clothe the Virgin Sacrifice" ('Libera y Viste al Sacrificio Virgen').
Horde dio su primera y única actuación en vivo en Nordic Fest en Oslo, Noruega el 3 de noviembre de 2006, con Jayson Sherlock como baterista y vocalista y con la ayuda de los tres miembros del grupo de black metal cristiano Drottnar.
Hoy en día Horde se considera uno de los más grandes proyectos del unblack metal cristiano.

## Discografía

### Álbumes
- Hellig Usvart - 1994
- Alive in Oslo - Live Album 2007
- The Day of Total Armageddon Holocaust - DVD 2007